# Lagos del Sol
Lagos del Sol är en ort i Mexiko.   Den ligger i kommunen Benito Juárez och delstaten Quintana Roo, i den östra delen av landet, 1 300 km öster om huvudstaden Mexico City. Lagos del Sol ligger 10 meter över havet och antalet invånare är 156.
Terrängen runt Lagos del Sol är mycket platt.  Närmaste större samhälle är Cancún, 13,3 km norr om Lagos del Sol. 